# Caeneressa dispar
Caeneressa dispar är en fjärilsart som beskrevs av Obraztsov 1957. Caeneressa dispar ingår i släktet Caeneressa och familjen björnspinnare. Inga underarter finns listade i Catalogue of Life.